# Kościelec-Kolonia
Kościelec-Kolonia – wieś w Polsce położona w województwie wielkopolskim, w powiecie kaliskim, w gminie Mycielin.
W latach 1975–1998 miejscowość administracyjnie należała do województwa kaliskiego.